# New York City (band)
New York City was een Amerikaanse r&b- en soul-band uit de vroege jaren 1970. De band speelde in de jaren 1950 doowop-stijl.

## Bezetting
- Claude Johnson[2]
- Edward Schell[3]
- John Brown[4]
- Tim McQueen[5]

- Barbara Ingram[6]
- Carla Benson[7]
- Evette Benton[8]
- Lucille Jones[9]

## Geschiedenis
De eerste opnamen van de band ontstonden in 1972 onder de bandnaam Triboro Exchange. Na de hernoeming naar New York City verscheen de single I'm Doin' Fine Now, die zich in de Top 20 van het Verenigd Koninkrijk en de Verenigde Staten plaatste en de grootste hit van de band werd. De twee verdere singles Make Me Twice the Man (1973) en Quick, Fast, in a Hurry (1974) plaatsten zich in de onderste regionen van de Amerikaanse hitlijst. Latere hitnoteringen bleven uit ondanks meerdere publicaties. 

## Discografie

### Singles
- 1973: I'm Doin' Fine Now
- 1973: Make Me Twice the Man
- 1973: Quick, Fast, in a Hurry
- 1974: Happiness Is
- 1974: Love Is What You Make It
- 1975: Got to Get You Back in My Life
- 1975: Take My Hand
- 2003: I Like the Music

### Albums
- 1973: I'm Doin' Fine Now
- 1974: Soulful Road
- 1976: The Best of New York City (compilatie)
- 1999: The Best of New York City – I'm Doin' Fine Now (compilatie)